# 딜레마 (2011년 영화)
《딜레마》(영어: The Dilemma)는 미국에서 제작된 론 하워드 감독의 2011년 코미디 드라마 영화이다. 빈스 본, 케빈 제임스 등이 출연하였고, 브라이언 그레이저 등이 제작에 참여하였다.

## 출연진
- 빈스 본
- 케빈 제임스
- 제니퍼 코널리
- 위노나 라이더
- 채닝 테이텀
- 에이미 모턴
- 퀸 라티파
- 첼시 로스
- 클린트 하워드
- 랜스 하워드

## 기타 제작진
- 협력 제작: 윌리엄 M. 코너
- 의상: 대니얼 올랜디